# ألانزينهو
ألانزينهو (بالبرتغالية: Alan Carlos Gomes da Costa‏) (22 فبراير 1983 البرازيل - ) هو لاعب كرة قدم برازيلي، يلعب كلاعب وسط.

## وصلات خارجية
- ألانزينهو على موقع IMDb (الإنجليزية)

ألانزينهو على موقع اتحاد تركيا (لاعب) (الإنجليزية)
- ألانزينهو على موقع قاعدة بيانات كرة القدم.إي يو (الإنجليزية)
- ألانزينهو على موقع Soccerway.com (الإنجليزية)
- ألانزينهو على موقع عالم كرة القدم.نت (الإنجليزية)
- ألانزينهو على موقع AS.com (الإسبانية)